# ザ・ニュースキャスター (世にも奇妙な物語)
「ザ・ニュースキャスター」は、フジテレビ制作によるTVドラマ『世にも奇妙な物語』シリーズの中の一編である。通算第287話。1996年1月4日、『世にも奇妙な物語 冬の特別編』にて放送されている。

## ストーリー
北村麗子（飯島直子）は民放テレビ局の看板ニュースキャスター。しかし局上層部の評判は良くなく、報道局長からメインキャスター降板が内定したと告げられる。
ある日の放送でロンドン市場の円相場を伝えた際、「1ドル162円」という誤りの数値と伝えてしまった。麗子はプロデューサーから叱責を受けるが、実際にロンドンで本当に急激な円売りドル買いが起こった。更に「民政党の梶原幹事長が演説中暴漢に刺され死亡」と伝えた際にはまたもプロデューサーから「『死亡』なんてどこにも書いてないだろ!」と叱責される羽目に。しかし梶原は容態が急変し本当に亡くなってしまう。
「誤報→大スクープ」の連続に気を良くした麗子は自分が番組で発言したまったくの嘘が事実になると感付く。その後も彼女が読み上げた通りの出来事が立て続けに起こってしまう。しかしバレエダンサーを自殺させてしまったことから、彼女の存在は上層部で問題視されることになり、ついに報道局長は麗子に番組降板を通告する。その結果…。

## キャスト
- 北村麗子 - 飯島直子
- 編集長・石田 - 北見敏之
- PD・後藤 - 遠城啓輔
- 神山美咲 - 村岡英美
- TK・小川 - 五十嵐由香
- AD・松崎 - 田中智也
- リポーター - 松本洋奈、吉野容臣
- 爆弾処理班員 - 山岡一
- 老人 - 谷津勲
- 報道スタッフ - 木村清志、六社山幸成、寺島令子、谷田文郎、都築敦、小川真澄、長谷川勝紀、冴木尚人、椎名琴子
- 局長・花岡 - 仲谷昇

## スタッフ
- 脚本：高山直也
- 演出：佐藤祐市
- 製作：共同テレビ